# Langblütiger Tabak
Der Langblütige Tabak (Nicotiana longiflora) ist eine Pflanzenart aus der Gattung Tabak (Nicotiana).

## Merkmale
Der Langblütige Tabak ist eine einjährige Pflanze oder kurzlebige ausdauernde Pflanze, die Wuchshöhen von 60 bis 100 Zentimeter erreicht. Die Pflanze ist spärlich behaart. Die unteren Blätter sind 10 bis 30 Zentimeter lang und oval-elliptisch, ihre Stiele sind geflügelt. Die oberen Blätter sind stängelumfassend. Die Blüten sind 4 bis 12 Zentimeter lang. Der Kelch hat 10 Rippen oder Furchen. Die Kronröhre ist sehr schmal, über 5 Zentimeter lang, fein behaart und blassgelb, grau oder rötlich gefärbt.
Die Blütezeit reicht von Juli bis August.
Die Chromosomenzahl beträgt 2n = 20.

## Vorkommen
Der Langblütige Tabak kommt in Südamerika an Ruderalplätzen und Flussauen in Bolivien, Brasilien, Argentinien, Paraguay und Uruguay vor.

## Systematik
Die Art wird innerhalb der Gattung Nicotiana in die Sektion Alatae eingeordnet. Molekularbiologische Untersuchungen zeigten, dass Nicotiana plumbaginifolia die Schwesterart zu Nicotiana longiflora ist.

## Nutzung
Der Langblütige Tabak wird selten als Zierpflanze für Sommerblumenbeete und als Duftpflanze genutzt. Die Art ist seit der ersten Hälfte des 19. Jahrhunderts in Kultur.

## Belege